# Wallace Wolodarsky
Wallace Wolodarsky (* 15. února 1963), zvaný též Wally Wolodarsky, je americký herec, scenárista, televizní producent a filmový režisér, známý jako jeden ze scenáristů seriálu Simpsonovi v prvních čtyřech řadách se svým scenáristickým partnerem Jayem Kogenem. Jeho vzhledem byla inspirována jedna z postav seriálu, Otto Mann.
Je také známý jako spoluautor scénářů k filmům Psí poslání a Trollové: Světové turné spolu se svou manželkou Mayou Forbesovou a dalšími kolegy, a také svými rolemi ve filmech Wese Andersona.
Wolodarsky má dvě děti. Jeho manželka Maya se taktéž zabývá zábavním průmyslem, společně režírovali a napsali mj. film Král polky. Jeho švagrovou je zpěvačka China Forbesová.

## Ocenění
Epizoda Homer a desatero aneb Každý krade, jak dovede, na níž se podílel jako producent, vyhrála cenu Emmy. Jeho film Můj nápadník je vrah byl nominován na Sundance Film Festival (kategorie speciální cena poroty) a zvítězil na bulharském festivalu Love is Folly (kategorie Golden Aphrodite). Podílel se taktéž na seriálu American Crime Story, za práci na něm získal společně s kolegy Cenu Sdružení amerických scenáristů.

## Filmografie
| Rok       | Název                                          | Uveden jako | Uveden jako | Uveden jako | Uveden jako | Role           |
| Rok       | Název                                          | Režisér     | Scenárista  | Producent   | Herec       | Role           |
| --------- | ---------------------------------------------- | ----------- | ----------- | ----------- | ----------- | -------------- |
| 1988–1990 | The Tracey Ullman Show                         |             | Ano         | Ano         |             |                |
| 1990–1993 | Simpsonovi                                     |             | Ano         | Ano         |             |                |
| 1991      | Sibs                                           |             | Ano         |             |             |                |
| 1995      | Můj nápadník je vrah                           | Ano         | Ano         |             |             |                |
| 1998      | Jak jsem balil učitelku                        |             |             |             | Ano         | rozhodčí       |
| 2002      | Sorority Boys                                  | Ano         |             |             |             |                |
| 2003      | The Ortegas                                    |             | Ano         | Ano         |             |                |
| 2004      | Seeing Other People                            | Ano         | Ano         |             | Ano         | prodavač       |
| 2007      | Darjeeling s ručením omezeným                  |             |             |             | Ano         | Brendan        |
| 2008      | The Rocker                                     |             | Ano         |             |             |                |
| 2009      | Monstra vs. Vetřelci                           |             | Ano         |             |             |                |
| 2009      | Fantastický pan Lišák                          |             |             |             | Ano         | Kylie (dabing) |
| 2012      | Deník malého poseroutky 3                      |             | Ano         |             |             |                |
| 2014      | Svět na houpačce                               |             |             | Ano         | Ano         | Peter          |
| 2014      | Grandhotel Budapešť                            |             |             |             | Ano         | M. Georges     |
| 2016      | American Crime Story                           |             | Ano         |             |             |                |
| 2017      | Psí poslání                                    |             | Ano         |             |             |                |
| 2017      | Král polky                                     |             | Ano         | Ano         | Ano         | Vince          |
| 2019      | Psí poslání 2                                  |             | Ano         |             |             |                |
| 2020      | Trollové: Světové turně                        |             | Ano         |             |             |                |
| 2021      | Francouzská depeše Liberty, Kansas Evening Sun |             |             |             | Ano         | spisovatel     |
| 2021      | The Good House                                 | Ano         | Ano         |             |             |                |

### Scenáristická filmografieSimpsonových
1. řada
- Homerova odysea
- Je Šáša vinen?

2. řada
- Zvlášť strašidelní Simpsonovi
- Ďábelský Bart
- Dědovo dědictví

3. řada
- Jaký otec, takový klaun
- Líza sázkařem
- Milhouseův románek

4. řada
- Speciální čarodějnický díl
- Homer – spása Springfieldu